# Kuliyapitiya
Kuliyapitiya är en ort i Sri Lanka.   Den ligger i provinsen Nordvästprovinsen, i den centrala delen av landet, 60 km norr om huvudstaden Colombo. Kuliyapitiya ligger 33 meter över havet och antalet invånare är 6 877.
Terrängen runt Kuliyapitiya är platt. Runt Kuliyapitiya är det tätbefolkat, med 442 invånare per kvadratkilometer. Det finns inga andra samhällen i närheten. Omgivningarna runt Kuliyapitiya är en mosaik av jordbruksmark och naturlig växtlighet.